# Криза в Гамбії (2016—2017)

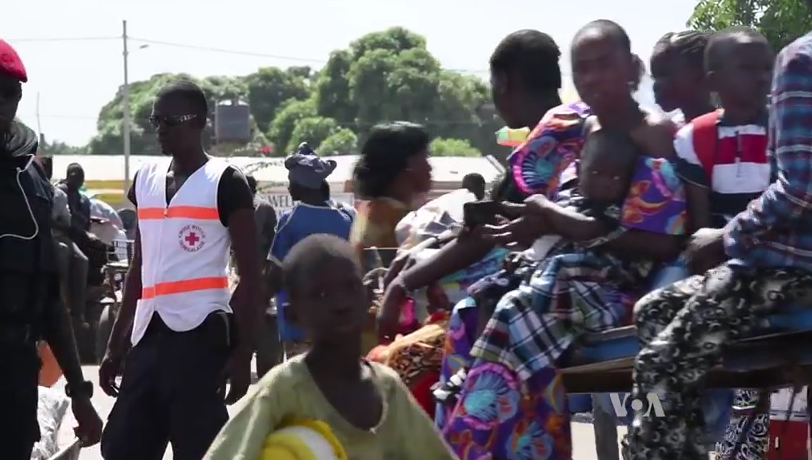
Біженці на кордоні з Сенегалом — деякі з 26 тисяч, змушених покинути країну через відмову Ях'я Джамме визнати результати виборів

Криза у Гамбії (2016—2017) — політична криза, викликана небажанням чинного президента Гамбії Ях'я Джамме, термін повноважень якого сплив 19 січня 2017 залишити свій пост та передати владу новообраному президенту країни, в минулому лідеру опозиції Адама Берроу. Вибори в країні відбулись 1 грудня 2016 року. Берроу набрав 45,5 %, Джамме — 36,7 %.

## Невизнання результатів виборів чинним президентом
Ях'я Джамме очолював країну з 1994 року. Після свого програшу він заявив, що процес голосування проходив з «серйозними порушеннями» і закликав до проведення нових виборів.

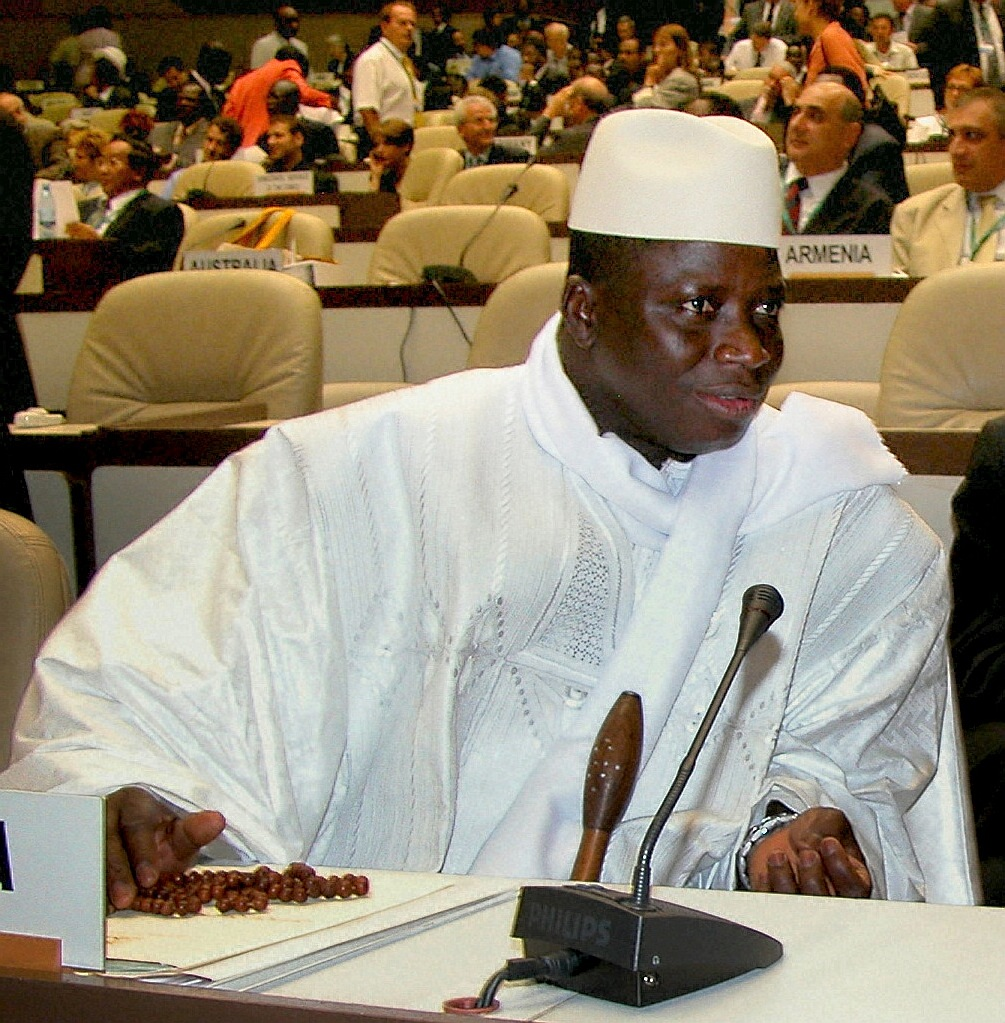
Ях'я Джамме

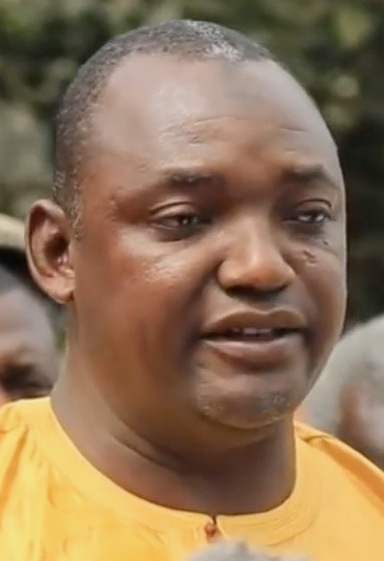
Адама Берроу

Невизнання результатів виборів чинним президентом та побоювання щодо початку репресій проти опозиції призвели до початку масової еміграції з країни, переважно — в Сенегал.
Опозиційний лідер Адама Берроу, що переміг на президентських виборах, склав присягу і пройшов процедуру інавгурації в посольстві Гамбії в Дакарі.
Підтримку новообраному президенту висловили сусідні країни. Африканський Союз і Економічне співтовариство країн Західної Африки (ECOWAS) заявили, що з 19 січня вони визнають єдиного главу держави — Адама Берроу. Більшість країн Західної Африки оголосили про готовність до військового вторгнення в Гамбію в разі, якщо дипломатичним шляхом не вдасться переконати президента країни Джамме піти у відставку після закінчення його мандата. Про готовність до введення військ заявили Нігерія, Сенегал і Гана.

## Відсторонення від влади Ях'я Джамме
19 січня 2017 війська Сенегалу увійшли на територію Гамбії. Таке рішення викликане тим, що чинний президент Гамбії Ях'я Джамме відмовляється покидати пост після закінчення мандата 19 січня. Введення військ відбулося згідно одноголосного рішення Ради Безпеки ООН.
20 січня Африканський союз і Економічне співтовариство країн Західної Африки вирішив призупинити вторгнення і висунули екс-президенту ультиматум. Цього ж дня очільник збройних сил Гамбії заявив про лояльність до новообраного президента Берроу. Надвечір екс-президент Гамбії Ях'я Джамме прийняв ультиматум та погодився передати владу новообраному президенту.
21-22 січня Ях'я Джамме покинув країну. Після його від'їзду казна держави виявилась порожньою — з неї зникло $11 млн. 
Країну покинули також міністр юстиції і віце-президент. Наразі місцезнаходження Джамме також невідомо.